# Ранетое сердце
Ранетое сердце (укр. Поранене серце) — перший студійний альбом групи Ляпис Трубецкой, який було випущено в червні 1996 року.

## Список композицій
1. Ау
2. Любови капец
3. Ливни осенние
4. Паренек под следствием
5. Метелица
6. Зеленоглазое такси
7. Любовь
8. Ранетое сердце
9. Не давай
10. Пастушок
11. Цыки-цык

## Музиканти

### Ляпіс Трубецкой
- Сергій Міхалок — вокал, акордеон
- Олександр Ролов (Логвін) — вокал, акустична гітара
- Руслан Владико — гітари
- Валерій Башков — бас-гітара
- Георгій Дриндін — труба
- Олексій Любавін — ударні, перкусія
- Віталій Дроздов — скрипка

### Запрошені
- Костянтин Горячий — синтезатор (в «Цыки-цык»)
- Ігор Тхел — гармоніка

## Факти про альбом
- Робота над альбомом «Ранетое сердце» почалася в кінці 1995 року у Мінську.
- Спонсором запису виступив білоруський підприємець та меценат Євгеній Кравцов.
- Альбом було випущено на касеті і лише на території Білорусі.
- В 1996 році гурт переміг в усіх основних номінаціях на церемонії нагородження «Рок-коронація[be-x-old] 96».
- Існує дві версії оформлення альбому — оригінальна (з малюнком художника А. «Хацона» Хацкевича, на якому зображений баяніст на фоні неба) та напівофіційна (малюнок з грубуватим портретом Міхалка на жовто-синьому фоні).